# عزبة الفار
عزبة الفار، عزبة تابعة للوحدة المحلية بقرية كفر العرب، التابعة لمركز دسوق، التابع لمحافظة كفر الشيخ في جمهورية مصر العربية.